# Егвийн ал-Вийр
Егвийн ал-Вийр (Egwene al'Vere) е една от главните героини във фентъзи-поредицата Колелото на времето на Робърт Джордан.
 Внимание:  Текстът по-долу разкрива сюжета на произведението (или части от него)!
Най-младата от пет сестри, Егвийн израства в Емондово поле заедно с Ранд ал-Тор, Мат Каутон, Перин Айбара и Нинив ал-Мийра. Въпреки че всички са ѝ приятели, тя е особено близка с Ранд, за когото всички са очаквали да се ожени, когато пораснат. В началото тя е и ученичка-мъдра на Нинив.

## Нощта срещу Бел Тин
В нощта срещу Бел Тин, обаче, променя живота ѝ. Когато тролоци нападат областта Две реки, Ранд, Мат и Перин са отвлечени от Айез Седай Моарейн Дамодред, очевидно с цел тяхната собствена защита. Егвийн заминава с тях. Моарейн, обаче, има план: тя е открила, че Егвийн притежава искрата и би могла да се научи да прелива. Моарейн възнамерява да я отведе в Тар Валон, за да бъде обучена. Когато Нинив се впуска да ги преследва, Моарейн решава да включи и нея.
По време на пътуването до Шиенар в „Окото на света“ Егвийн и Перин са разделени от групата. Тя присъства на срещата на Перин с Илиас Мачера и научава за неговата вълча половина. Тя е един от малкото герои, които знаят истината за неговите жълти очи и пристъпите на вълчо поведение, появяващи се от време на време. По негова молба тя пази тайната.